# Immaterielles Kulturerbe in Frankreich

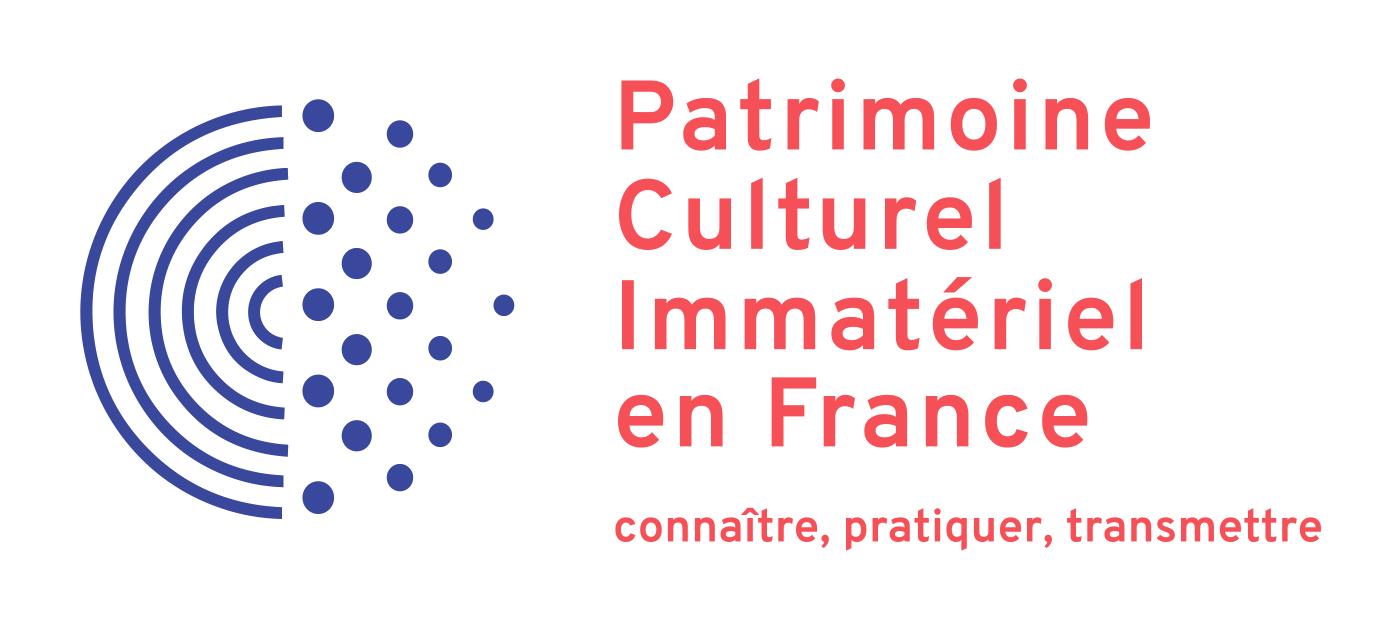
Logo des immateriellen Kulturerbes in Frankreich

Das immaterielle Kulturerbe in Frankreich umfasst eine Vielzahl von Traditionen, Bräuchen und Praktiken, die als wesentlicher Bestandteil der französischen Kultur anerkannt sind. Frankreich hat die UNESCO-Konvention zur Erhaltung des immateriellen Kulturerbes im Jahr 2006 ratifiziert.

## Nationales Inventar
Im März 2008 wurde das nationale Inventar des immateriellen Kulturerbes Frankreichs ins Leben gerufen. Dieses Inventar entspricht den Anforderungen der UNESCO-Konvention und umfasst verschiedene Elemente des immateriellen Kulturerbes, die auf französischem Staatsgebiet beobachtet wurden. Das Inventar wird regelmäßig aktualisiert und dient als Grundlage für die Identifizierung und den Schutz des immateriellen Kulturerbes in Frankreich.
Das Inventar umfasst die sieben Hauptkategorien Soziale Praktiken und Feste, Mündliche Traditionen und Ausdrucksformen, Körperliche Praktiken, Darstellende Künste, Spiele, Rituale sowie Wissen und Fertigkeiten.
Es ist zu beachten, dass die Aufnahme in das nationale Inventar nicht automatisch zu einer Eintragung auf die UNESCO-Listen führt.

## UNESCO-Anerkennungen
Frankreich hat seit 2008 mehrere Elemente seines immateriellen Kulturerbes auf die UNESCO-Listen eintragen lassen. Bis 2024 wurden insgesamt 30 Elemente anerkannt, davon 26 auf der Repräsentativen Liste des immateriellen Kulturerbes der Menschheit, eines auf der Liste des dringend erhaltungsbedürftigen immateriellen Kulturerbes und drei im Register guter Praxisbeispiele.
Einige Beispiele für das von der UNESCO anerkannte immaterielle Kulturerbe Frankreichs sind:
- Prozessionen der Riesen und Drachen in Belgien und Frankreich (2008)
- Anreißtechnik beim Bau von Fachwerkhäusern und Gebälk (2009)
- Aubusson-Wandteppiche (2009)
- Maloya-Tanz (2009)
- Gastronomisches Mahl der Franzosen (2010)
- Französische Reitkunst (2011)
- Fest-noz (2012)
- Falknerei (2016, gemeinsam mit mehreren anderen Ländern)
- Alpinismus (2019, gemeinsam mit Italien und der Schweiz)
- Kunst des Trockenmauerbaus (2024, gemeinsam mit mehreren anderen Ländern)